# Socorristas en Red
Socorristas en Red, también conocida como SenRed, es una red de organizaciones feministas creada el 30 de marzo de 2012 en Neuquén, Argentina. Está formada por activistas feministas que brindan acompañamiento a aquellas personas que desean abortar de manera segura e informada.

## Historia
La iniciativa de SenRed se gestó como un impulso de la Colectiva La Revuelta, con la finalidad de coordinar y organizar el apoyo a las personas que buscan acceder al aborto. Este proyecto se originó durante una plenaria de la Campaña Nacional por el Derecho al Aborto Legal, Seguro y Gratuito en diciembre de 2011.
En la actualidad, SenRed está conformada por 50 colectivas autogestionadas ubicadas en todo el territorio argentino, incluyendo ciudades en las provincias de Buenos Aires, Córdoba, Entre Ríos, Santa Fe, Corrientes, Formosa, Chaco, San Luis, Mendoza, San Juan, Neuquén, Catamarca, Santiago de Estero, Tucumán, La Rioja, Salta, La Pampa, Chubut, Santa Cruz y Tierra del Fuego.

## Activismo
Socorristas en Red está conformada por activistas feministas, la Red de Profesionales por el Derecho a Decidir, la Red de Acceso al Aborto Seguro y otras redes de acompañantes en América Latina y el Caribe.
El trabajo de Socorristas en Red se centra en brindar información para el aborto siguiendo los protocolos de la Organización Mundial de la Salud (OMS). Sus acciones comprenden la organización de encuentros y talleres donde se proporciona información a la comunidad y se ofrece apoyo personalizado.
La organización promueve el acceso autogestionado o en el sistema de salud utilizando medicamentos como la Mifepristona (un antiprogestágeno que bloquea la producción de progesterona) y el Misoprostol (una hormona que provoca contracciones uterinas, induciendo el aborto). También impulsan el acceso a AMEU. Desde 2014 también elaboran informes a partir de los datos recopilados en la región.
El acceso a la interrupción voluntaria y legal del embarazo varía en cada región de la Argentina, y este se ve obstaculizado por prácticas de desinformación y barreras vinculadas a la no cobertura de la práctica por parte de los prestadores de salud.
En el año 2023, las redes de socorristas en Argentina han brindado acompañamiento a 5109 personas gestantes en todo el país que han decidido abortar.

## Alcances de la red
El espíritu de Socorristas en Red se refiere a la solidaridad entre mujeres y la capacidad de establecer redes y colaboraciones para expandir su organización a nivel nacional y latinoamericano. Desde su creación, las integrantes de la red se reúnen anualmente en una plenaria para debatir y definir estrategias durante tres días de trabajo colectivo.
La red organiza encuentros y talleres donde se proporciona información, se comparten folletos sobre el uso seguro de la medicación, se discute cuál es el momento más adecuado para iniciar el tratamiento y se ofrece apoyo tanto para quienes optan por el sistema de salud como para quienes prefieren un aborto autogestionado. Los encuentros y talleres incluyen llamadas telefónicas, encuentros cara a cara en espacios públicos, y el seguimiento del proceso de aborto y post-aborto.

## Función social
Brindar información y acompañar en el proceso de interrupción del embarazo que realiza el socorrismo está amparado en normas nacionales e internacionales. A nivel global, las recomendaciones y directrices de la OMS reconocen el papel fundamental que desempeñan las redes de acompañantes en todo el mundo para reducir los riesgos y mejorar la experiencia individual de quienes optan por transitar este proceso.
El socorrismo, entendido como la entrega de información y el acompañamiento en el proceso de interrupción del embarazo, es una práctica amparada por la ley en Argentina. Además, a nivel internacional, la OMS ha reconocido el papel fundamental que desempeñan las redes de acompañantes en todo el mundo para reducir los riesgos y mejorar la experiencia individual de quienes deciden abortar.
Defensores de los derechos reproductivos argumentaron que criminalizar a quienes brindan ayuda y apoyo a personas que buscan abortar de manera segura va en contra de los principios de autonomía y dignidad de las personas gestantes. Además, señalaron que estas acciones contradicen las recomendaciones de la OMS y ponen en riesgo la salud de quienes deciden abortar.